# Megascops clarkii
El autillo serrano (Megascops clarkii), también conocido como autillo serranero, autillo manchado, currucutú manchado o lechucita serranera, es una especie de ave estrigiforme de la familia Strigidae
Habita en bosques montanos húmedos de Colombia, Costa Rica y Panamá.